# Paddington (Australia)
Paddington è un sobborgo di Sydney in Australia.

## Geografia fisica
Il sobborgo si trova in un'area leggermente collinare a circa 3 chilometri a est del CBD.

## Monumenti e luoghi d'interesse
- Municipio di Paddington
- Jupiter Hall